# Светлое (Добропольский район)
Светлое (укр. Світле) — посёлок в Добропольском районе Донецкой области Украины.
Население по переписи 2001 года составляло 1286 человек. Почтовый индекс — 85040. Телефонный код — 6277.

## Местный совет
Светлое — административный центр сельского совета.
Адрес местного совета: 85040, Донецкая обл., Доборопольский р-н, с. Светлое, ул. Победы, 28.